# 橘村 (愛媛県)
橘村（たちばなむら）は、愛媛県新居郡にあった村。現在の西条市の北東部、予讃線・石鎚山駅の周辺にあたる。

## 地理
- 海洋 ： 燧灘
- 河川 ： 加茂川、前神寺谷川、猪狩川、中山川

## 歴史
- 1889年（明治22年）12月15日 - 町村制の施行により、西田村・西泉村・坂元村・楢木村・禎瑞村の区域をもって発足。
- 1941年（昭和16年）4月29日 - 西条町・飯岡村・神戸村・氷見町と合併して西条市が発足。同日橘村廃止。

## 交通

### 鉄道路線
- 鉄道省
  - 予讃本線（現・予讃線）
    - 石鎚山駅

### 道路
- 讃岐街道

現在は旧村域を松山自動車道が通過するが、当時は未開通。

## 出身著名人
- 久米唯次（禎瑞村出身、貴族院多額納税者議員）